# Nobody's Fool (film, 1986)
Pour les articles homonymes, voir Nobody's Fool.
Pour plus de détails, voir Fiche technique et Distribution.
Nobody's Fool est une comédie dramatique américaine réalisée par Evelyn Purcell, sortie en 1986 aux États-Unis. Il met en scène Cassie, interprétée par Rosanna Arquette, une serveuse dans un bar, qui tente à plusieurs reprises de se suicider, après que son petit ami l'ait quitté. Néanmoins, Cassie va un jour retrouver l'amour, alors qu'elle pensait ne plus rien attendre de la vie.
Tourné à Prescott et à Sedona dans l'Arizona, le film n'a pas été reçu avec enthousiasme. C'est une déception au box-office, et la critique a dénigré le film lors de sa sortie. Nobody's Fool est le deuxième film en tant que réalisatrice de Purcell, mais c'est également son dernier. Elle tourna par ailleurs trois téléfilms par la suite, qui ne remportèrent pas un grand succès.

## Synopsis
Cassie (Rosanna Arquette) a un travail qu'elle considère misérable dans un bar. Elle est seule et dépressive. Un jour, alors qu'elle lui annonce être enceinte, son petit ami prend la fuite. Après plusieurs tentatives ratées de suicide, elle décide de faire adopter son enfant — ce qu'elle regrettera par la suite. Quand une troupe de théâtre de Los Angeles vient à Buckeye, elle rencontre Riley (Eric Roberts), un technicien. Discrètement, ils sortent ensemble, et Cassie tombe amoureuse de ce dernier. Néanmoins, elle éprouve toujours des sentiments pour son ancien petit ami …

## Fiche technique
- Titre : Nobody's Fool
- Réalisation : Evelyn Purcell
- Scénario : Beth Henley
- Production : Cary Brokaw, Jon S. Denny et James C. Katz
- Société de production : Island Pictures
- Société de distribution : MGM Home Entertainment
- Musique : James Newton Howard
- Photographie : Misha Suslov
- Montage : Dennis Virkler (en)
- Décors : Jackson De Govia (de)
- Costumes : Ellen Mirojnick
- Pays d'origine : États-Unis
- Langue originale : Anglais
- Format : Couleurs - 1,85:1 - Mono - 35 mm[2]
- Genre : Comédie dramatique, romance
- Durée : 107 minutes[3]
- Date de sortie : 7 novembre 1986
- Lieux de tournage : Prescott et Sedona (Arizona)[4]

## Distribution
- Rosanna Arquette (VF : Virginie Ledieu) : Cassie
- Eric Roberts : Riley
- Mare Winningham : Pat
- Jim Youngs : Billy
- Louise Fletcher (VF : Lucie Dolène) : Pearl
- Gwen Welles : Shirley
- Stephen Tobolowsky : Kirk
- Charlie Barnett : Nick
- J.J. Hardy : Ralphy
- William Sties : Frank
- Belita Moreno : Jane
- Lewis Arquette : Monsieur Fry
- Ronnie Claire Edwards : Bingo
- Ann Hearn : Linda
- Scott Rosensweig : Winston
- Cheli Ann Chew : Prissy Lee
- Sheila Paige : Mrs. Cain
- Alma Beltran : Jennieva
- Budge Threlkeld : Hank
- Lisa DeBennedetti : Tracy
- Wylie Small : Barb
- Natalie Golden : Miss Francis

## Autour du film

### Référence
Nobody's Fool fait à un moment référence au film Le Kid réalisé par Charlie Chaplin en 1921. En effet, il est possible d'apercevoir son affiche dans la maison de Cassie.

### Réception publique
Malgré une distribution dans quatre pays (États-Unis, Suède, Finlande et Australie), répartie dans 290 salles, le film n'a pas remporté un franc succès. Ses recettes brutes ne s'élèvent qu'à 563 358 $ dont la moitié se sont réalisées durant la première semaine de distribution. Il est par ailleurs classé 182e film de l'année 1986.
Nobody's Fool est le deuxième film en tant que réalisatrice d'Evelyn Purcell, cela reste néanmoins son premier long métrage. Elle avait précédemment tourné Rush, un court métrage de 48 minutes. Ce premier long métrage est aussi le dernier puisqu'après, elle se dirige vers la télévision. Elle tourne un épisode de American Playhouse en 1989, puis deux téléfilms : Sans alternative (Woman Undone) en 1996 qui sera nommé au MystFest et Le Couteau dans la plaie (Borderline) en 2002.

### Réception critique
Lors de sa sortie, les critiques ont publié leur avis sur le film, et c'est « une petite comédie » qu'ils avouent avoir vu. Certains le trouvent « insupportablement pittoresque » et d'autres pensent que le film n'est « pas convaincant ».

Voici la critique de Paul Attanasio publiée dans le The Washington Post :

« Le film, en d'autres mots, est insupportablement pittoresque, et rien d'autre. Henley et la réalisatrice, Evelyn Purcell, font tout pour faire rire […], pour que le désespoir de Cassie ne nous rende jamais triste. Et, Arquette […] ne fait que souligner le problème principal du film. Elle est insupportablement pittoresque, également, comme la composition de James Newton Howard qui se veut magique, avec une flûte de pan, des cymbales et des claviers. »

Voici par ailleurs la critique de Roger Ebert publiée dans le Chicago Sun-Times : 

« Nous ne ressentons pas suffisamment la douleur de Cassie dans ses scènes. Elle semble très étrange. […] J'ai l'impression qu'à plusieurs niveaux, le film essaye de nous raconter l'histoire de deux personnes perdues qui sont en train de se donner une seconde chance, alors que le problème semble différent : lui semble distant […] et elle, sans défense. Un autre problème est la mauvaise structure des flashbacks du scénario d'Henley. […] Néanmoins, Nobody's Fool a plusieurs petits éléments plus méritants. L'un d'entre eux est le frère gros et odieux de Cassie. »

Et, enfin, voici la critique qu'a publié le New York Times :

« Nobody's Fool, écrit par Beth Henley, est une petite comédie sur la libération sentimentale d'une jeune, seule et jolie femme nommée Cassie. […] Les détails y sont comme une décoration vide de sens. »

### James Newton Howard
Compositeur récent au cinéma, James Newton Howard s'était, en 1986 marié à Rosanna Arquette. On les retrouve à deux reprises dans un film : Nobody's Fool et Huit millions de façons de mourir. Néanmoins ils divorcèrent l'année qui suit, en 1987, et ne collaborèrent plus sur un même film.